# Vereinigte Breslauer Sportfreunde
Vereinigte Breslauer Sportfreunde was een Duitse voetbalclub uit Breslau, dat tegenwoordig het Poolse Wrocław is.

## Geschiedenis
De club werd in 1904 als SC 1904 Breslau opgericht. In 1910 werd de joodse koopman en kunstverzamelaar Leo Lewin voorzitter. Hij wilde van de club een topclub maken en besloot enkele spelers te betalen. Omdat het profstatuut in die tijd nog uit den boze was werd de club uit de competitie gezet, oorspronkelijk voor 3 jaar maar uiteindelijk mocht de club het volgende seizoen terug starten in de competitie. De vier spelers die betaald werden werden geschorst en Leo Lewin werd voor vijf jaar geschorst.
Op 8 januari 1912 werd de naam gewijzigd in Verein Breslauer Sportfreunde. In 1913 werd de club kampioen van Breslau en plaatste zich zo voor de Zuidoost-Duitse eindronde en bereikte daar de finale, maar verloor deze met 1-3 van Askania Forst met 1-3. Door de Eerste Wereldoorlog lag de competitie enkele jaren stil. Na de oorlog fusioneerde de club met SC Preußen Breslau en nam zo de naam Vereinigte Breslauer Sportfreunde aan. De club werd opnieuw kampioen van Breslau en in de eindronde werd Askania Forst nu in de halve finale met 1-0 verslagen en in de finale moest Viktoria Forst er met 6-2 aan geloven. Hierdoor mocht de club deelnemen aan de eindronde om het landskampioenschap. In de kwartfinale versloeg de club favoriet Union Oberschöneweide, maar verloor dan in de halve finale van SpVgg Fürth.
Het volgende seizoen plaatste de club zich opnieuw voor de eindronde, maar werd hierin verslagen door Wacker Halle. Het volgende seizoen werd voor het eerst in groepsfase gespeeld. Samen met Viktoria Forst en Preußen Kattowitz had de club evenveel punten. Er werden twee beslissende wedstrijden gespeeld die de Sportfreunde beiden wonnen en zo werd de club opnieuw kampioen. Om een onbekende reden was hier geen ticket naar de eindronde aan verbonden, maar moest de club eerst nog een wedstrijd spelen tegen Viktoria Forst, die de club verloor waardoor Forst zich plaatste. In 1923 en 1924 plaatste de club zich opnieuw voor de nationale eindronde, maar werd telkens in de eerste ronde uitgeschakeld door respectievelijk SpVgg Fürth en Hamburger SV.
In 1925 plaatsten zich voor het eerst ook de vicekampioenen voor de eindronde. De Sportfreunde werden echter derde achter Viktoria Forst en Breslauer FV 06 en plaatste zich niet. Het volgende seizoen plaatste de club zich zelfs niet voor de regionale eindronde. In 1927 was de club er wel weer bij en won de finale van Breslauer FV 06. In de nationale eindronde was SpVgg Fürth opnieuw de boosdoener in de eerste ronde. In 1928 werd de club vicekampioen achter Breslauer SC 08 en kreeg in de eindronde een 7-0 pandoering van Hertha BSC Berlin.
In 1929 miste de club de regionale eindronde, maar in 1930 waren ze er wel weer bij en na een vicetitel achter Beuthen SuSV 09 plaatste de club zich voor de laatste keer voor de eindronde. 1. FC Nürnberg versloeg de club met dezelfde 7-0 cijfers als Hertha gedaan had. Hierna kon de club zich niet meer plaatsen voor de regionale eindronde.
In 1933 wilde de club zich sportief versterken door te fuseren met Breslauer SC 08 en werd zo Breslauer SpVgg 02.
De fusieclub kon de successen van de voorgangers echter niet evenaren en na de Tweede Wereldoorlog werd deze club opgeheven.

## Erelijst
Kampioen Zuidoost-Duitsland
1920, 1921, 1922, 1923, 1924, 1927
Deelnames aan de eindronde om de Duitse landstitel
1919/20, 1920/21, 1922/23, 1923/24, 1926/27, 1927/28, 1929/30
Kampioen Breslau
1914, 1920, 1922, 1923, 1924
Kampioen Midden-Silezië
1922, 1923, 1924

## Bekende spelers
- Camillo Ugi